# Sancho Abarca (Tauste)
Sancho Abarca es una localidad de la comarca de las Cinco Villas perteneciente al municipio de Tauste, provincia de Zaragoza (España).

## Historia
Sancho Abarca es uno de los 15 pueblos de colonización que se construyeron en Aragón y Navarra entre 1953 y 1960 como consecuencia del Plan General de Colonización de la Zona Regable de Bardenas, aprobado en 1954 por la política llevada a cabo en España desde 1939 hasta 1971 por el Instituto Nacional de Colonización.
Sancho Abarca se proyectó en 1954 con 84 viviendas que más tarde se ampliaron a 131, con una superficie total de unos 0,15 km². En 1959 el pueblo se terminó de construir recibiendo sus primeros colonos, procedentes en su mayor parte de Tauste y Castejón de Valdejasa, en 1963.

## Arquitectura
El arquitecto Carlos Sobrini Marín concibió un espacio en el que las viviendas se situaban entono a una plaza circular, la Plaza Mayor, en la cual se ubicaron los edificios más importantes del pueblo: el Ayuntamiento, la iglesia, la Hermandad Sindical, la escuela, etc.

## Fiestas
Sancho Abarca celebra sus fiestas en honor a su Patrona, la Virgen de Sancho Abarca, el primer fin de semana del mes de septiembre, y el 15 de mayo en honor a San Isidro Labrador.